# Spoorlijn Sète-Ville - Montbazin-Gigean
De spoorlijn Sète-Ville - Montbazin-Gigean was een Franse spoorlijn van Sète naar Montbazin. De lijn was 11,9 km lang en heeft als lijnnummer 731 000.

## Geschiedenis
De lijn werd geopend door de Compagnie des Chemins de fer du Midi op 25 juli 1887. Personenvervoer was er tot 22 mei 1937, daarna is de lijn in gedeeltes gesloten voor goederenvervoer. Tussen Poussan-les-Oulettes en Montbazin-Gigean in 1944, tussen Balaruc-le-Vieux en Poussan-les-Oulettes in 1965, tussen Balaruc-les-Bains en Balaruc-le-Vieux in 1989 en tussen Sète-Ville en Balaruc-les-Bains in 2001.

## Aansluitingen
In de volgende plaatsen is of was er een aansluiting op de volgende spoorlijnen:
Sète
RFN 640 000, spoorlijn tussen Bordeaux-Saint-Jean en Sète-Ville
RFN 810 000, spoorlijn tussen Tarascon en Sète-Ville
Balaruc-les-Bains
lijn tussen Balaruc-les-Bains en Mèze
Montbazin - Gigean
RFN 694 000, spoorlijn tussen Paulhan en Montpellier